# Oroblemites
Oroblemites is een geslacht van kevers uit de familie van de loopkevers (Carabidae). De wetenschappelijke naam van het geslacht is voor het eerst geldig gepubliceerd in 1981 door Ueno & Pawlowski.

## Soorten
Het geslacht Oroblemites is monotypisch en omvat slechts de volgende soort:
- Oroblemites dromioides Reitter, 1897